# Giro dei Paesi Baschi 1999
Il Giro dei Paesi Baschi 1999, trentanovesima edizione della corsa, si svolse dal 5 al 9 aprile 1999 su un percorso di 841,7 km ripartiti in cinque tappe (l'ultima suddivisa in 2 semitappe). Fu vinto da Laurent Jalabert, davanti a Wladimir Belli e Davide Rebellin.

## Tappe
| Tappa  | Data     | Percorso                                        | km    | Vincitore di tappa | Leader cl. generale |
| ------ | -------- | ----------------------------------------------- | ----- | ------------------ | ------------------- |
| 1ª     | 5 aprile | Tolosa > Tolosa                                 | 115   | Laurent Jalabert   | Laurent Jalabert    |
| 2ª     | 6 aprile | Tolosa > Zalla                                  | 204   | Giuliano Figueras  | Laurent Jalabert    |
| 3ª     | 7 aprile | Zalla > Vitoria-Gasteiz                         | 199   | Stefano Garzelli   | Laurent Jalabert    |
| 4ª     | 8 aprile | Vitoria-Gasteiz > Lekunberri                    | 197   | Koos Moerenhout    | Laurent Jalabert    |
| 5ª-1ª  | 9 aprile | Lekunberri > Orio                               | 118   | Michael Boogerd    | Laurent Jalabert    |
| 5ª-2ª  | 9 aprile | Santiago Erreka >Alto de Aia (Cron.individuale) | 8,7   | Laurent Jalabert   | Laurent Jalabert    |
| Totale | Totale   | Totale                                          | 841,7 |                    |                     |

## Classifiche finali

### Classifica generale
| Pos. | Corridore          | Squadra    | Tempo     |
| ---- | ------------------ | ---------- | --------- |
| 1    | Laurent Jalabert   | ONCE       | 21h36'11" |
| 2    | Wladimir Belli     | Festina    | a 51"     |
| 3    | Davide Rebellin    | Team Polti | a 1'01"   |
| 4    | Mario Aerts        | Lotto      | a 1'06"   |
| 5    | Peter Luttenberger | ONCE       | a 1'09"   |